# Момент истины (газета)
Момент истины — газета, издававшаяся в 1989—1997 годы в Новосибирске. Одно из первых негосударственных и независимых изданий города.

## История
Первый номер газеты вышел в конце сентября 1989 года. Сначала «Момент истины» был рекламно-информационным изданием молодёжного объединения «Арсенал» и издавался при содействии областного УВД. Издателем газеты было Сибирское отделение «Детской литературы».
В январе 1990 года учредителем газеты стал трудовой коллектив редакции, в октябре 1991 года — Агентство печати и информации «Январь».
В 1989—1991 годы соредакторами были Г. Дейч и Л. Каурдаков. В этот период тираж «Момента истины» достигал 30 тысяч экземпляров, газета пользовалась популярностью у жителей Новосибирска, так как на её страницах отражались «перестроечные» настроения. Издание печатало много критических статей на социальные и политические темы, хотя главной тематикой газеты была правоохранительная.
С января 1992 года газету начинают издавать два раза в неделю. Яркое оформление и нестандартная подача материала способствовали росту её популярности. Издание практически отказалось от больших статей, заменив их острыми по стилю ёмкими заметками и статьями, которые появлялись в рубриках «Новости дня», «В несколько фраз», «Да не судимы будете…», «От чего мы отказываемся», «Вопрос—ответ», «Закон не дышло», «Самое-самое», «Из портфеля курьёзов», «Показываем пальцем», «Дурят нашего брата», «Ваши улики, граждане», «Небо в клетку» и т. д. Особенностью оформления был мелкий шрифт публикаций. На страницах газеты присутствовали в большом количестве иллюстрации, большая часть которых состояла из фотомонтажей, рисованных заставок и карикатур. Также первоначально использовались элементы бульварной сенсационности.

### 1993—1997 годы
В марте 1993 года между сотрудниками газеты произошёл конфликт, в результате чего из неё ушли Л. Каурдаков, Г. Сидоров, Э. Соломенникова и др. Они создали самостоятельное издание «Момент истины Daily», рубрики новой газеты были теми же, что и в «Моменте истины». С марта по апрель 1993 года было издано 6 номеров «М. и. Daily» тиражом в 30 000 экземпляров.
Новыми учредителями «старого» издания стали корпорация «Транс-Блок» и Агентство печати и информации «Момент истины», главным редактором — Г. Дейч. С этого времени содержание «Момента истины» существенно поменялось, в ней стали появляться крупные аналитические и обзорные статьи, а вместо старых рубрик появились рубрики, аналогичные другим известным изданиям: «Новости», «Политика», «Экономика», «Культура», «Общество», «Спорт», «Мир туризма».
Из-за схожести обновлённого «Момента истины» с другими изданиями он стал терять популярность, уменьшился тираж. В 1997 году газета выпускалась нерегулярно, а после июня этого года её выпуск прекратился окончательно.

## Сотрудники газеты
В числе известных журналистов и организаторов местных СМИ в газете работали Г. Сидоров, Т. Вершинина, Э. Соломенникова, Я. Колесинская, популярный новосибирский карикатурист А. Салостий и т. д.